# اندیس گود یثاق
گود یثاق یک اندیس فلزی است که در حوالی شهر سلطان آباد  استان خراسان قرار دارد و مادهٔ معدنی موجود در آن، مس است.سنگ میزبان این اندیس آندزیت ، بازالت است و دیرینگی آن به دوران ائوسن می‌رسد. در این اندیس، پاراژنز‌های هماتیت ، آزوریت ، لیمونیت یافت می‌شوند.